# العلاقات السودانية البوتانية
العلاقات السودانية البوتانية هي العلاقات الثنائية التي تجمع بين السودان وبوتان.

## مقارنة بين البلدين
هذه مقارنة عامة ومرجعية للدولتين:
| وجه المقارنة                                              | السودان                     | بوتان          |
| --------------------------------------------------------- | --------------------------- | -------------- |
| المساحة (كم2)                                             | 1.89 مليون                  | 38.39 ألف      |
| عدد السكان (نسمة)                                         | 40.53 مليون                 | 807.61 ألف     |
| الكثافة السكانية (ن./كم²)                                 | 21.44                       | 21.04          |
| العاصمة                                                   | الخرطوم                     | تيمفو          |
| اللغة الرسمية                                             | اللغة العربية، لغة إنجليزية | لغة دزونكا     |
| العملة                                                    | جنيه سوداني                 | نغولترم بوتاني |
| الناتج المحلي الإجمالي (بليون دولار)                      | 117.49 مليار                | 2.51 مليار     |
| الناتج المحلي الإجمالي (تعادل القوة الشرائية) بليون دولار | 176.55 مليار                | 6.49 مليار     |
| الناتج المحلي الإجمالي الاسمي للفرد دولار أمريكي          | 2.41 ألف                    | 2.66 ألف       |
| الناتج المحلي الإجمالي للفرد دولار أمريكي                 | 4.07 ألف                    | 7.82 ألف       |
| مؤشر التنمية البشرية                                      | 0.479                       | 0.605          |
| رمز المكالمات الدولي                                      | +249                        | +975           |
| رمز الإنترنت                                              | سودان                       | .bt            |
| المنطقة الزمنية                                           | ت ع م+03:00، ت ع م+02:00    | ت ع م+06:00    |

## منظمات دولية مشتركة
يشترك البلدان في عضوية مجموعة من المنظمات الدولية، منها:
| علم المنظمة | اسم المنظمة                        | تاريخ انضمام السودان | تاريخ انضمام بوتان |
| ----------- | ---------------------------------- | -------------------- | ------------------ |
|             | الاتحاد البريدي العالمي            | ?                    | ?                  |
|             | يونسكو                             | 26 نوفمبر 1956       | 13 أبريل 1982      |
|             | البنك الدولي للإنشاء والتعمير      | 5 سبتمبر 1957        | 28 سبتمبر 1981     |
|             | وكالة ضمان الاستثمار متعدد الأطراف | 7 نوفمبر 1991        | 21 أكتوبر 2014     |
|             | الاتحاد الدولي للاتصالات           | 23 أكتوبر 1957       | 15 سبتمبر 1988     |
|             | مؤسسة التمويل الدولية              | 21 أكتوبر 1960       | 1 ديسمبر 2003      |
|             | منظمة الشرطة الجنائية الدولية      | ?                    | ?                  |
|             | الأمم المتحدة                      | 12 نوفمبر 1956       | 21 سبتمبر 1971     |
|             | مؤسسة التنمية الدولية              | 24 سبتمبر 1960       | 28 سبتمبر 1981     |
|             | منظمة حظر الأسلحة الكيميائية       | ?                    | ?                  |

## وصلات خارجية
- موقع وزارة الخارجية السودانية
- موقع وزارة الخارجية البوتانية